# Charles Ritchie, 1:e baron Ritchie av Dundee

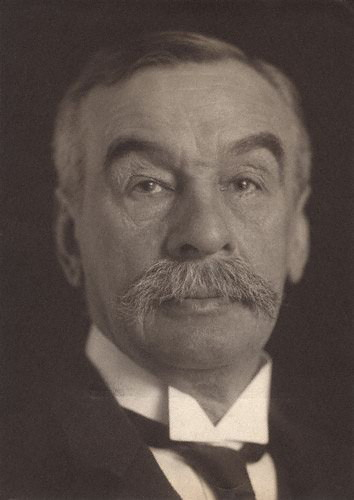
Charles Ritchie, 1:e baron Ritchie av Dundee.

Charles Thomson Ritchie, 1:e baron Ritchie av Dundee, född den 19 november 1838 i Dundee, död den 9 januari 1906 i Biarritz, var en brittisk politiker.
Ritchie var köpman i London, då han 1874 invaldes i underhuset, som han därefter tillhörde, tills han i december 1905, några veckor före sin död, upphöjdes till peer (som baron Ritchie av Dundee). Han var strängt konservativ, vann anseende som insiktsfull talare i finansfrågor, var 1885–1886 amiralitetssekreterare i Salisburys första och 1886–1892 president i Local Government Board i dennes andra ministär. Som sådan genomförde han 1888 års Local Government Act, vilken blev epokgörande för demokratiseringen av Englands och särskilt Londons kommunalförvaltning. I den tredje Salisburyministären var han efter vartannat handelsminister (1895–1900) och inrikesminister (1900–1902).
Vid ministärens rekonstruering under Balfour blev Ritchie (juli 1902) skattkammarkansler, och den budget, som han våren 1903 framlade, var märklig genom borttagandet av den 1869 avskaffade, men 1902 återupplivade obetydliga registreringsavgift på importerad spannmål, vilken Chamberlain (som vid budgetförslagets uppgörande var frånvarande på en resa till Sydafrika och vid hemkomsten inte förmådde genomdriva dess omarbetning) ämnat använda som utgångspunkt för sin tariffreformpolitik. Denna Ritchies åtgärd påskyndade den stora tullstridens utbrott; Chamberlain demonstrerade mot denna punkt i Ritchies budget genom att i sitt ryktbara tal i Birmingham (15 maj samma år) offentligt framlägga grunddragen av sin tariffreformpolitik, och i september avgick de båda motståndarna samtidigt ur Balfours ministär. Ritchie skulle dock ha velat stanna kvar, blott han i rätt tid fått kännedom om Chamberlains avgång; han uppträdde sedermera på politiska möten som en bland den Chamberlainska tullpolitikens häftigaste vedersakare.